# The Cataracs
The Cataracs este un proiect american de producție a muzicii hip hop indie-pop, format în Berkeley, California de către vocalistul, compozitorul și producătorul Niles "Cyranizzy" Hollowell-Dhar și compozitorul și vocalistul David "Campa" Benjamin Singer-Vine.

## Discografie
Albume de studio
- Technohop Vol. 1 (2006)
- Technohop Vol. 2 (2007)
- The 13th Grade (2008)
- Songs We Sung in Showers (2009)

EP-uri
- Lingerie (2008)
- Gordo Taqueria (2012)
- Loud Xmas (2012)
- Loud Science (2013)

Mixuri
- Kids - Presented by DJ Eleven (2008)
- Yeah Buddy! - Mixed by DJ Excel (2009)
- The Stimulating Package (2009)
- I Thought They Were Black?! - Presented by DJ Greg Street (2010)

## Single-uri

### Ca artist principal
| 2007                                                                           | "Murder She Wrote"                                  | —  | —  | —  | —  | The 13th Grade    |
| 2008                                                                           | "Hit Me Back"                                       | —  | —  | —  | —  | The 13th Grade    |
| 2008                                                                           | "Baby Baby (The Lovers Anthem)"                     | —  | —  | —  | —  | Lingerie          |
| 2009                                                                           | "Club Love"                                         | —  | —  | —  | —  | Non-album singles |
| 2011                                                                           | "Top of the World" (featuring Dev)                  | —  | 27 | 61 | 66 | Non-album singles |
| 2011                                                                           | "Sunrise" (featuring Dev)                           | —  | —  | —  | —  | Non-album singles |
| 2012                                                                           | "All You" (featuring Waka Flocka Flame and Kaskade) | 54 | —  | —  | —  | Gordo Taqueria    |
| 2012                                                                           | "Alcohol"                                           | —  | 44 | —  | —  | Gordo Taqueria    |
| 2013                                                                           | "Missed U 2" (featuring Petros)                     | —  | —  | —  | —  | Non-album singles |
| 2013                                                                           | "Big Dipper" (featuring Luciana)                    | —  | —  | —  | —  | Non-album singles |
| 2013                                                                           | "Hey Now" (with Martin Solveig featuring Kyle)      | —  | —  | —  | —  | Non-album singles |
| 2013                                                                           | "Dagger" (with Trevor Simpson)                      | —  | —  | —  | —  | Non-album singles |
| "—" denotes a title that did not chart, or was not released in that territory. |                                                     |    |    |    |    |                   |

### Ca artist invitat
| An                                       | Titlu                                                          | Poziție în topuri | Poziție în topuri | Poziție în topuri | Poziție în topuri | Poziție în topuri | Poziție în topuri | Poziție în topuri | Poziție în topuri | Poziție în topuri | Poziție în topuri | Certificări                                                                 | Album                     |
| An                                       | Titlu                                                          | US                | AUS               | AUT               | CAN               | IRL               | NL                | NZ                | SWE               | SWI               | UK                | Certificări                                                                 | Album                     |
| ---------------------------------------- | -------------------------------------------------------------- | ----------------- | ----------------- | ----------------- | ----------------- | ----------------- | ----------------- | ----------------- | ----------------- | ----------------- | ----------------- | --------------------------------------------------------------------------- | ------------------------- |
| 2010                                     | "Like a G6" (Far East Movement featuring The Cataracs and Dev) | 1                 | 2                 | 8                 | 3                 | 12                | 3                 | 1                 | 7                 | 10                | 5                 | - US: 4× Platinum - AUS: 3× Platinum - NZ: Platinum - SWE: Gold - SWI: Gold | Free Wired                |
| 2010                                     | "Bass Down Low" (Dev featuring The Cataracs)                   | 61                | 66                | —                 | 35                | 28                | 92                | —                 | —                 | —                 | 10                |                                                                             | The Night the Sun Came Up |
| 2010                                     | ”I Get Doe” (Glasses Malone feat. The Cataracts)               | -                 | -                 | -                 | -                 | -                 | -                 | -                 | -                 | -                 | -                 |                                                                             |                           |
| 2011                                     | "Backseat" (New Boyz featuring The Cataracs and Dev)           | 26                | 89                | —                 | 52                | —                 | —                 | 28                | —                 | —                 | 55                |                                                                             | Too Cool to Care          |
| "—" denotes releases that did not chart. |                                                                |                   |                   |                   |                   |                   |                   |                   |                   |                   |                   |                                                                             |                           |

### Apariții ca invitat
| An   | Single                                                 | Album         |
| ---- | ------------------------------------------------------ | ------------- |
| 2009 | "Fall in Love" (Ya Boy featuring The Cataracs)         | N/A           |
| 2010 | "I Get Doe" (Glasses Malone featuring The Cataracs)    | Beach Cruiser |
| 2011 | "Love Letter" (Shwayze featuring The Cataracs and Dev) | N/A           |
| 2013 | "Cali Luv" (Snow Tha Product featuring The Cataracs)   | N/A           |
| 2013 | "Thank You" (Master Shortie featuring The Cataracs)    | N/A           |

## Creditări de producție
- 2009: "Back It Up" (Colette Carr)
- 2010: "Fireball" (Dev)
- 2010: "Wet" (Snoop Dogg)
- 2010: "Booty Bounce" (Dev)
- 2010: "Bass Down Low" (Dev featuring The Cataracs)
- 2010: "Like a G6" (Far East Movement featuring The Cataracs and Dev)
- 2010: "Kick Us Out" (Hyper Crush)
- 2010: "Vibrator" (Gucci Mane)
- 2010: "Backseat" (New Boyz)
- 2010: "Malibu Is Poppin'" (Colette Carr)
- 2010: "Wolfpack Party" (The Pack)
- 2010: "Sex on the Beach" (The Pack)
- 2010: "Aye!" (The Pack)
- 2010:	"Booty Bounce" (The Pack)
- 2011: "Better with the Lights Off" (New Boyz featuring Chris Brown)
- 2011: "Love Letter" (Shwayze featuring The Cataracs and Dev)
- 2011: "In My Trunk" (Dev)
- 2011: "Me" (Dev)
- 2011: "In the Dark" (Dev)
- 2011: "I'm On It" (50 Cent)
- 2011: "The Enforcer" (50 Cent)
- 2011: "City Nights" (Mistah F.A.B. featuring T-Pain)
- 2011: "Whiplash"  (Lisa D'Amato featuring Loco Ninja)
- 2011: "Young Forever" (The Ready Set)
- 2012: "Naked"  (Dev and Enrique Iglesias)
- 2012: "Take Her from You" (Dev)
- 2013: "Nilly" (Colette Carr)
- 2013: "Back It Up" (Colette Carr)
- 2013: "With the Lights On" (Jason Derulo)
- 2013: "Slow Down" (Selena Gomez)
- 2013: "Undercover" (Selena Gomez)
- 2013: "Cali Luv" (Snow Tha Product)
- 2013: "Turn the Night Up" (Enrique Iglesias)
- 2013: "Pressure" (Robin Thicke)
- 2013: "Put Your Lovin on Me" (Robin Thicke)
- 2013: "Heart Attack" (Enrique Iglesias)
- 2013: "Want Dem All" (Sean Paul)
- 2013: "Other Side of Love" (Sean Paul)
- 2013: "Ring of Fire" (Krewella)
- 2013: "What's My Fuckin Name" (Stunnaman)
- 2013: "Partition" (Beyoncé)
- 2014: "Still Your King"  (Enrique Iglesias)
- 2014: " I'm A Freak " (Enrique Iglesias)
- 2014: "You and I" (Enrique Iglesias)

## Clipuri video

### Ca artist principal
| Titlu                                               | An   | Regizor         |
| --------------------------------------------------- | ---- | --------------- |
| "Murder She Wrote"                                  | 2007 | Colin Tilley    |
| "Hit Me Back"                                       | 2008 | Colin Tilley    |
| "Freakin' Ta Ma Song"                               | 2008 | Colin Tilley    |
| "Julia"                                             | 2008 | Colin Tilley    |
| "Baby Baby (The Lovers Anthem)"                     | 2009 | TAJ             |
| "Club Love"                                         | 2009 | Colin Tilley    |
| "Top of the World" (featuring Dev)                  | 2011 | Ethan Lader     |
| "Sunrise" (featuring Dev)                           | 2011 | Anthony Fox     |
| "All You" (featuring Waka Flocka Flame and Kaskade) | 2012 | Mickey Finnegan |
| "Alcohol" (featuring Sky Blu)                       | 2013 | Anthony Fox     |
| "Roll The Dice"                                     | 2013 | N/A             |
| "Missed U 2" (featuring Petros)                     | 2013 | Anthony Fox     |
| "Big Dipper" (featuring Luciana)                    | 2013 | N/A             |

### Ca artist invitat
| Titlu                                                          | An   | Regizor                             |
| -------------------------------------------------------------- | ---- | ----------------------------------- |
| "I Get Doe" (Glasses Malone featuring The Cataracs)            | 2010 | Kimberly S. Stuckwisch / Yon Thomas |
| "Like a G6" (Far East Movement featuring The Cataracs and Dev) | 2010 | Matt Alonzo                         |
| "Backseat" (New Boyz featuring The Cataracs and Dev)           | 2011 | Ethan Lader                         |
| "Bass Down Low"" (Dev featuring The Cataracs)                  | 2011 | Jake Davis                          |
| "Love Letter" (Shwayze featuring The Cataracs and Dev)         | 2011 | Mikey Easterling                    |